# Henri Debehogne
Henri Debehogne (ur. 30 grudnia 1928 w Maillen, zm. 6 grudnia 2007 w Ukkel) – belgijski astronom. Pracował w Belgijskim Królewskim Obserwatorium Astronomicznym w Ukkel specjalizując się w astrometrii komet i planetoid.
W latach 1965–2006 odkrył 742 planetoidy (618 samodzielnie oraz 124 wspólnie z innymi astronomami). Na jego cześć jedną z planetoid nazwano (2359) Debehogne.

## Lista odkrytych planetoid
| (2364) Seillier   | 14 kwietnia 1978 |
| (2461) Clavel     | 5 marca 1981     |
| (2543) Machado    | 1 czerwca 1980   |
| (2590) Mourão     | 22 maja 1980     |
| (2673) Lossignol  | 22 maja 1980     |
| (2707) Ueferji    | 28 sierpnia 1981 |
| (2765) Dinant     | 4 marca 1981     |
| (2788) Andenne    | 1 marca 1981     |
| (2795) Lepage     | 16 grudnia 1979  |
| (2814) Vieira     | 18 marca 1982    |
| (2852) Declercq   | 23 sierpnia 1981 |
| (2926) Caldeira   | 22 maja 1980     |
| (2958) Arpetito   | 28 lutego 1981   |
| (3002) Delasalle  | 20 marca 1982    |
| (3016) Meuse      | 1 marca 1981     |
| (3121) Tamines    | 2 marca 1981     |
| (3138) Ciney      | 22 maja 1980     |
| (3175) Netto      | 16 grudnia 1979  |
| (3235) Melchior   | 6 marca 1981     |
| (3268) De Sanctis | 26 lutego 1981   |
| (3274) Maillen    | 23 sierpnia 1981 |
| (3308) Ferreri    | 1 marca 1981     |
| (3365) Recogne    | 13 lutego 1985   |
| (3374) Namur      | 22 maja 1980     |
| (3389) Sinzot     | 25 lutego 1984   |

| (3390) Demanet      | 2 marca 1984     |
| (3411) Debetencourt | 2 czerwca 1980   |
| (3450) Dommanget    | 31 sierpnia 1983 |
| (3456) Etiennemarey | 5 sierpnia 1985  |
| (3457) Arnenordheim | 5 sierpnia 1985  |
| (3458) Boduognat    | 7 sierpnia 1985  |
| (3465) Trevires     | 20 sierpnia 1984 |
| (3519) Ambiorix     | 23 lutego 1984   |
| (3610) Decampos     | 5 marca 1981     |
| (3646) Aduatiques   | 11 sierpnia 1985 |
| (3679) Condruses    | 24 lutego 1984   |
| (3705) Hotellasilla | 4 marca 1984     |
| (3740) Menge        | 1 marca 1981     |
| (3788) Steyaert     | 29 sierpnia 1986 |
| (3820) Sauval       | 25 lutego 1984   |
| (3821) Sonet        | 6 sierpnia 1985  |
| (3848) Analucia     | 21 marca 1982    |
| (3852) Glennford    | 24 lutego 1987   |
| (3865) Lindbloom    | 13 stycznia 1988 |
| (3866) Langley      | 20 stycznia 1988 |
| (3916) Maeva        | 24 sierpnia 1981 |
| (3919) Maryanning   | 23 lutego 1984   |
| (3984) Chacos       | 21 sierpnia 1984 |
| (4016) Sambre       | 15 grudnia 1979  |
| (4030) Archenhold   | 2 marca 1984     |

| (4036) Whitehouse     | 21 lutego 1987   |
| (4099) Wiggins        | 13 stycznia 1988 |
| (4120) Denoyelle      | 14 sierpnia 1985 |
| (4123) Tarsila        | 27 sierpnia 1986 |
| (4172) Rochefort      | 20 marca 1982    |
| (4191) Assesse        | 22 maja 1980     |
| (4192) Breysacher     | 28 lutego 1981   |
| (4199) Andreev        | 1 sierpnia 1983  |
| (4202) Minitti        | 12 lutego 1985   |
| (4206) Verulamium     | 25 sierpnia 1986 |
| (4210) Isobelthompson | 21 lutego 1987   |
| (4211) Rosniblett     | 12 sierpnia 1987 |
| (4216) Neunkirchen    | 14 stycznia 1988 |
| (4218) Demottoni      | 16 stycznia 1988 |
| (4252) Godwin         | 11 sierpnia 1985 |
| (4313) Bouchet        | 21 kwietnia 1979 |
| (4328) Valina         | 18 sierpnia 1982 |
| (4334) Foo            | 2 sierpnia 1983  |
| (4443) Paulet         | 10 sierpnia 1985 |
| (4474) Proust         | 24 sierpnia 1981 |
| (4479) Charlieparker  | 10 lutego 1985   |
| (4535) Adamcarolla    | 28 sierpnia 1986 |
| (4536) Drewpinsky     | 22 lutego 1987   |
| (4545) Primolevi      | 28 sierpnia 1989 |
| (4571) Grumiaux       | 8 sierpnia 1985  |

| (4599) Rowan        | 5 sierpnia 1985      |
| (4600) Meadows      | 10 sierpnia 1985     |
| (4608) Wodehouse    | 19 stycznia 1988     |
| (4627) Pinomogavero | 5 sierpnia 1985      |
| (4633) Marinbica    | 14 stycznia 1988     |
| (4668) Rayjay       | 21 lutego 1987       |
| (4684) Bendjoya     | 10 kwietnia 1978     |
| (4695) Mediolanum   | 7 sierpnia 1985      |
| (4697) Novara       | 26 sierpnia 1986     |
| (4744) Rovereto     | 2 sierpnia 1988      |
| (4782) Gembloux     | 14 października 1980 |
| (4784) Samcarin     | 28 lutego 1984       |
| (4793) Slessor      | 1 sierpnia 1988      |
| (4800) Veveri       | 9 października 1989  |
| (4817) Gliba        | 27 lutego 1984       |
| (4830) Thomascooley | 1 sierpnia 1988      |
| (4843) Mégantic     | 28 lutego 1990       |
| (4864) Nimoy        | 2 sierpnia 1988      |
| (4931) Tomsk        | 11 lutego 1983       |
| (4933) Tylerlinder  | 2 marca 1984         |
| (4937) Lintott      | 1 lutego 1986        |
| (4938) Papadopoulos | 5 lutego 1986        |
| (4939) Scovil       | 27 sierpnia 1986     |
| (4942) Munroe       | 24 lutego 1987       |
| (4993) Cossard      | 11 kwietnia 1983     |

| (4994) Kisala        | 1 sierpnia 1983  |
| (5056) Rahua         | 9 sierpnia 1986  |
| (5057) Weeks         | 22 lutego 1987   |
| (5098) Tomsolomon    | 14 lutego 1985   |
| (5099) Iainbanks     | 16 lutego 1985   |
| (5107) Laurenbacall  | 24 lutego 1987   |
| (5109) Robertmiller  | 13 sierpnia 1987 |
| (5160) Camoes        | 23 grudnia 1979  |
| (5229) Irurita       | 23 lutego 1987   |
| (5248) Scardia       | 6 kwietnia 1983  |
| (5313) Nunes         | 18 sierpnia 1982 |
| (5322) Ghaffari      | 26 sierpnia 1986 |
| (5326) Vittoriosacco | 8 sierpnia 1988  |
| (5346) Benedetti     | 24 sierpnia 1981 |
| (5365) Fievez        | 7 marca 1981     |
| (5368) Vitagliano    | 21 sierpnia 1984 |
| (5388) Mottola       | 5 marca 1981     |
| (5396) 1988 SH1      | 20 sierpnia 1988 |
| (5428) 1987 RA1      | 13 sierpnia 1987 |
| (5437) 1990 DU3      | 26 lutego 1990   |
| (5459) Saraburger    | 26 sierpnia 1981 |
| (5462) 1984 SX5      | 21 sierpnia 1984 |
| (5469) 1988 BK4      | 21 stycznia 1988 |
| (5503) 1985 CE2      | 13 lutego 1985   |
| (5506) Artiglio      | 24 sierpnia 1987 |

| (5510) 1988 RF7     | 2 sierpnia 1988      |
| (5546) Salavat      | 18 grudnia 1979      |
| (5575) Ryanpark     | 4 sierpnia 1985      |
| (5582) 1989 CU8     | 13 lutego 1989       |
| (5586) 1990 RE6     | 9 sierpnia 1990      |
| (5589) De Meis      | 23 sierpnia 1990     |
| (5669) 1985 CC2     | 12 lutego 1985       |
| (5705) Ericsterken  | 21 października 1965 |
| (5713) 1982 FF3     | 21 marca 1982        |
| (5721) 1984 SO5     | 18 sierpnia 1984     |
| (5727) 1988 BB4     | 19 stycznia 1988     |
| (5728) 1988 BJ4     | 20 stycznia 1988     |
| (5755) 1992 OP7     | 20 lipca 1992        |
| (5764) 1985 CS1     | 10 lutego 1985       |
| (5766) Carmelofalco | 29 sierpnia 1986     |
| (5770) Aricam       | 12 sierpnia 1987     |
| (5842) Cancelli     | 8 lutego 1986        |
| (5876) 1990 DM2     | 24 lutego 1990       |
| (5918) 1991 NV3     | 6 lipca 1991         |
| (5949) 1985 RL3     | 6 sierpnia 1985      |
| (6033) 1984 SQ4     | 24 sierpnia 1984     |
| (6040) 1990 DK3     | 24 lutego 1990       |
| (6061) 1981 SQ2     | 20 sierpnia 1981     |
| (6090) Aulis        | 27 lutego 1989       |
| (6117) Brevardastro | 12 lutego 1985       |

| (6118) Mayuboshi       | 31 sierpnia 1986 |
| (6168) Isnello         | 5 marca 1981     |
| (6177) Fécamp          | 12 lutego 1986   |
| (6187) Kagura          | 2 sierpnia 1988  |
| (6288) Fouts           | 2 marca 1984     |
| (6290) 1985 CA2        | 12 lutego 1985   |
| (6292) 1986 QQ2        | 28 sierpnia 1986 |
| (6313) Tsurutani       | 14 sierpnia 1990 |
| (6364) Casarini        | 2 marca 1981     |
| (6367) 1982 FY2        | 18 marca 1982    |
| (6368) Richardmenendez | 1 sierpnia 1983  |
| (6378) 1987 SE13       | 27 sierpnia 1987 |
| (6438) Suárez          | 18 stycznia 1988 |
| (6477) 1988 AE5        | 14 stycznia 1988 |
| (6492) 1991 OH1        | 18 lipca 1991    |
| (6509) Giovannipratesi | 12 lutego 1983   |
| (6541) Yuan            | 26 lutego 1984   |
| (6548) 1988 BO4        | 22 stycznia 1988 |
| (6588) 1985 RC4        | 10 sierpnia 1985 |
| (6639) Marchis         | 25 sierpnia 1989 |
| (6691) Trussoni        | 26 lutego 1984   |
| (6693) 1986 CC2        | 12 lutego 1986   |
| (6702) 1988 BP3        | 18 stycznia 1988 |
| (6705) Rinaketty       | 2 sierpnia 1988  |
| (6759) 1980 KD         | 21 maja 1980     |

| (6760) 1980 KM          | 22 maja 1980        |
| (6772) 1988 BG4         | 20 stycznia 1988    |
| (6850) 1981 QT3         | 28 sierpnia 1981    |
| (6851) Chianti          | 1 sierpnia 1981     |
| (6852) Nannibignami     | 14 lutego 1985      |
| (6853) Silvanomassaglia | 12 lutego 1986      |
| (6861) 1991 FA3         | 20 marca 1991       |
| (6893) Sanderson        | 2 sierpnia 1983     |
| (6895) 1987 DG6         | 23 lutego 1987      |
| (6896) 1987 RE1         | 13 sierpnia 1987    |
| (6946) 1980 RX1         | 15 sierpnia 1980    |
| (6951) 1985 DW1         | 16 lutego 1985      |
| (7013) Trachet          | 1 sierpnia 1988     |
| (7050) 1982 FE3         | 20 marca 1982       |
| (7090) 1992 HY4         | 23 kwietnia 1992    |
| (7155) 1979 YN          | 23 grudnia 1979     |
| (7156) Flaviofusipecci  | 4 marca 1981        |
| (7168) 1986 QE2         | 28 sierpnia 1986    |
| (7174) Semois           | 18 sierpnia 1988    |
| (7227) 1984 SH6         | 22 sierpnia 1984    |
| (7234) 1986 QV3         | 29 sierpnia 1986    |
| (7281) 1988 RX4         | 2 sierpnia 1988     |
| (7283) 1989 TX15        | 4 października 1989 |
| (7388) Marcomorelli     | 23 marca 1982       |
| (7397) 1986 QS          | 26 sierpnia 1986    |

| (7404) 1988 AA5      | 13 stycznia 1988 |
| (7458) 1984 DE1      | 28 lutego 1984   |
| (7513) 1985 RU2      | 5 sierpnia 1985  |
| (7556) Perinaldo     | 18 marca 1982    |
| (7557) 1982 FK3      | 21 marca 1982    |
| (7566) 1988 SP       | 18 sierpnia 1988 |
| (7637) 1984 DN       | 23 lutego 1984   |
| (7744) 1986 QA1      | 26 sierpnia 1986 |
| (7745) 1987 DB6      | 22 lutego 1987   |
| (7746) 1987 RC1      | 13 sierpnia 1987 |
| (7810) 1981 DE       | 26 lutego 1981   |
| (7814) 1986 CF2      | 13 lutego 1986   |
| (7865) Françoisgros  | 21 marca 1982    |
| (7880) 1992 OM7      | 19 lipca 1992    |
| (7884) 1993 HH7      | 24 kwietnia 1993 |
| (7916) 1981 EN       | 1 marca 1981     |
| (7922) 1983 CO3      | 12 lutego 1983   |
| (7926) 1986 RD5      | 3 sierpnia 1986  |
| (7929) 1987 SK12     | 16 sierpnia 1987 |
| (7935) Beppefenoglio | 1 marca 1990     |
| (7942) 1991 OK1      | 18 lipca 1991    |
| (7997) 1985 CN1      | 13 lutego 1985   |
| (8000) Isaac Newton  | 5 sierpnia 1986  |
| (8004) 1987 RX       | 12 sierpnia 1987 |
| (8007) 1988 RU6      | 8 sierpnia 1988  |

| (8025) Forrestpeterson | 22 marca 1991    |
| (8039) Grandprism      | 15 sierpnia 1993 |
| (8076) Foscarini       | 15 sierpnia 1985 |
| (8085) 1989 CD8        | 7 lutego 1989    |
| (8148) Golding         | 15 lutego 1985   |
| (8263) 1986 QT         | 26 sierpnia 1986 |
| (8264) 1986 QA3        | 29 sierpnia 1986 |
| (8265) 1986 RB5        | 1 sierpnia 1986  |
| (8289) An-Eefje        | 3 maja 1992      |
| (8298) Loubna          | 22 stycznia 1993 |
| (8328) Uyttenhove      | 23 sierpnia 1981 |
| (8329) Speckman        | 22 marca 1982    |
| (8330) Fitzroy         | 28 marca 1982    |
| (8335) Sarton          | 28 lutego 1984   |
| (8337) 1984 SF6        | 22 sierpnia 1984 |
| (8341) 1986 QQ         | 26 sierpnia 1986 |
| (8342) 1986 QN3        | 29 sierpnia 1986 |
| (8346) 1987 DW6        | 26 lutego 1987   |
| (8376) 1992 OZ9        | 30 lipca 1992    |
| (8453) 1981 EQ         | 1 marca 1981     |
| (8454) Micheleferrero  | 5 marca 1981     |
| (8473) 1984 SS5        | 21 sierpnia 1984 |
| (8476) 1986 QT2        | 28 sierpnia 1986 |
| (8478) 1987 DO6        | 23 lutego 1987   |
| (8480) 1987 RD1        | 13 sierpnia 1987 |

| (8497) 1990 RE7     | 13 sierpnia 1990    |
| (8499) 1990 SC13    | 22 sierpnia 1990    |
| (8509) 1991 FV2     | 20 marca 1991       |
| (8619) 1981 EH1     | 6 marca 1981        |
| (8637) 1986 CS1     | 6 lutego 1986       |
| (8638) 1986 QY      | 26 sierpnia 1986    |
| (8670) 1991 OM1     | 18 lipca 1991       |
| (8815) Deanregas    | 23 lutego 1984      |
| (8818) Hermannbondi | 5 sierpnia 1985     |
| (8819) Chrisbondi   | 14 sierpnia 1985    |
| (8821) 1987 DP6     | 23 lutego 1987      |
| (8828) 1988 RC7     | 10 sierpnia 1988    |
| (8841) 1990 EA7     | 2 marca 1990        |
| (8846) 1990 RK7     | 13 sierpnia 1990    |
| (8989) 1979 XJ      | 15 grudnia 1979     |
| (9002) Gabrynowicz  | 23 sierpnia 1981    |
| (9024) Gunnargraps  | 5 sierpnia 1988     |
| (9042) 1991 EN2     | 11 marca 1991       |
| (9043) 1991 EJ4     | 12 marca 1991       |
| (9057) 1992 HA5     | 24 kwietnia 1992    |
| (9163) 1987 RB1     | 13 sierpnia 1987    |
| (9173) 1989 TZ15    | 4 października 1989 |
| (9182) 1991 NB4     | 8 lipca 1991        |
| (9195) 1992 OF9     | 26 lipca 1992       |
| (9278) 1981 EM1     | 7 marca 1981        |

| (9289) Balau           | 26 sierpnia 1981 |
| (9301) 1985 RB4        | 10 sierpnia 1985 |
| (9303) 1986 QH3        | 29 sierpnia 1986 |
| (9304) 1986 RA5        | 1 sierpnia 1986  |
| (9310) 1987 SV12       | 18 sierpnia 1987 |
| (9317) 1988 RO4        | 1 sierpnia 1988  |
| (9318) 1988 RG9        | 6 sierpnia 1988  |
| (9328) 1990 DL3        | 24 lutego 1990   |
| (9330) 1990 EF7        | 3 marca 1990     |
| (9337) 1991 FO1        | 17 marca 1991    |
| (9338) 1991 FL4        | 25 marca 1991    |
| (9381) Lyon            | 15 sierpnia 1993 |
| (9523) Torino          | 5 marca 1981     |
| (9546) 1984 SD6        | 22 sierpnia 1984 |
| (9557) 1986 QL2        | 28 sierpnia 1986 |
| (9558) 1986 QB3        | 29 sierpnia 1986 |
| (9559) 1987 DH6        | 23 lutego 1987   |
| (9568) 1988 AX4        | 13 stycznia 1988 |
| (9570) 1988 RQ5        | 2 sierpnia 1988  |
| (9571) 1988 RR5        | 2 sierpnia 1988  |
| (9572) 1988 RS6        | 8 sierpnia 1988  |
| (9581) 1990 DM3        | 24 lutego 1990   |
| (9582) 1990 EL7        | 3 marca 1990     |
| (9591) 1991 FH2        | 20 marca 1991    |
| (9722) Levi-Montalcini | 4 marca 1981     |

| (9734) 1986 CB2     | 12 lutego 1986       |
| (9736) 1986 QP2     | 28 sierpnia 1986     |
| (9738) 1987 DF6     | 23 lutego 1987       |
| (9740) 1987 ST11    | 23 sierpnia 1987     |
| (9759) 1991 NE7     | 12 lipca 1991        |
| (9858) 1991 OL1     | 18 lipca 1991        |
| (9935) 1986 CP1     | 4 lutego 1986        |
| (9944) 1990 DA3     | 24 lutego 1990       |
| (9968) Serpe        | 4 maja 1992          |
| (10045) 1985 RJ3    | 6 sierpnia 1985      |
| (10047) 1986 QK2    | 28 sierpnia 1986     |
| (10052) 1987 SM12   | 16 sierpnia 1987     |
| (10053) 1987 SR12   | 16 sierpnia 1987     |
| (10056) Johnschroer | 19 stycznia 1988     |
| (10062) 1988 RV4    | 1 sierpnia 1988      |
| (10070) Liuzongli   | 7 lutego 1989        |
| (10134) 1993 HL6    | 17 kwietnia 1993     |
| (10271) 1980 TV2    | 14 października 1980 |
| (10284) 1981 QY2    | 24 sierpnia 1981     |
| (10333) 1991 NZ6    | 12 lipca 1991        |
| (10485) 1984 SY5    | 21 sierpnia 1984     |
| (10486) 1985 CS2    | 15 lutego 1985       |
| (10491) 1986 QS1    | 27 sierpnia 1986     |
| (10492) 1986 QZ1    | 28 sierpnia 1986     |
| (10493) 1986 QH2    | 28 sierpnia 1986     |

| (10494) 1986 QO3  | 29 sierpnia 1986    |
| (10499) 1986 RN5  | 7 sierpnia 1986     |
| (10503) 1987 SG13 | 27 sierpnia 1987    |
| (10505) 1988 BN4  | 22 stycznia 1988    |
| (10508) 1988 RM4  | 1 sierpnia 1988     |
| (10513) 1989 TJ14 | 2 października 1989 |
| (10514) 1989 TD16 | 4 października 1989 |
| (10521) 1990 RW7  | 14 sierpnia 1990    |
| (10682) 1980 KK   | 22 maja 1980        |
| (10703) 1981 QU3  | 23 sierpnia 1981    |
| (10704) 1981 RQ1  | 1 sierpnia 1981     |
| (10731) 1988 BL3  | 16 stycznia 1988    |
| (10732) 1988 BM3  | 17 stycznia 1988    |
| (10748) 1989 CE8  | 8 lutego 1989       |
| (10755) 1990 RO6  | 10 sierpnia 1990    |
| (10777) 1991 EB5  | 13 marca 1991       |
| (10800) 1992 OM8  | 22 lipca 1992       |
| (11023) 1986 QZ   | 26 sierpnia 1986    |
| (11024) 1986 QC1  | 26 sierpnia 1986    |
| (11025) 1986 QJ1  | 27 sierpnia 1986    |
| (11031) 1988 RC5  | 2 sierpnia 1988     |
| (11032) 1988 RE5  | 2 sierpnia 1988     |
| (11286) 1990 RO8  | 15 sierpnia 1990    |
| (11297) 1992 PP6  | 5 sierpnia 1992     |
| (11452) 1980 KE   | 22 maja 1980        |

| (11474) 1982 SM2   | 18 sierpnia 1982 |
| (11483) 1988 BC4   | 19 stycznia 1988 |
| (11486) 1988 RE6   | 5 sierpnia 1988  |
| (11505) 1990 DW2   | 24 lutego 1990   |
| (11517) Esteracuna | 12 marca 1991    |
| (11538) Brunico    | 22 lipca 1992    |
| (11828) Vargha     | 26 lutego 1984   |
| (11829) Tuvikene   | 4 marca 1984     |
| (11832) Pustylnik  | 21 sierpnia 1984 |
| (11834) 1985 RQ3   | 7 sierpnia 1985  |
| (11835) 1985 RA4   | 10 sierpnia 1985 |
| (11839) 1986 QX1   | 27 sierpnia 1986 |
| (11840) 1986 QR2   | 28 sierpnia 1986 |
| (11843) 1987 DM6   | 23 lutego 1987   |
| (11845) 1987 RZ    | 12 sierpnia 1987 |
| (11857) 1988 RK9   | 1 sierpnia 1988  |
| (11866) 1989 SL12  | 30 sierpnia 1989 |
| (11877) 1990 EL8   | 5 marca 1990     |
| (11884) 1990 RD6   | 8 sierpnia 1990  |
| (11891) 1991 FJ2   | 20 marca 1991    |
| (11892) 1991 FT2   | 20 marca 1991    |
| (11893) 1991 FZ2   | 20 marca 1991    |
| (11909) 1992 HD5   | 25 kwietnia 1992 |
| (12212) 1981 QR2   | 23 sierpnia 1981 |
| (12213) 1981 QN3   | 26 sierpnia 1981 |

| (12230) 1986 QN   | 25 sierpnia 1986 |
| (12231) 1986 QQ1  | 27 sierpnia 1986 |
| (12232) 1986 QZ2  | 28 sierpnia 1986 |
| (12233) 1986 QF3  | 29 sierpnia 1986 |
| (12236) 1987 DD6  | 22 lutego 1987   |
| (12245) 1988 RM7  | 9 sierpnia 1988  |
| (12256) 1989 CJ8  | 8 lutego 1989    |
| (12260) 1989 SP11 | 30 sierpnia 1989 |
| (12285) 1991 FN2  | 20 marca 1991    |
| (12683) 1983 RP3  | 2 sierpnia 1983  |
| (12684) 1984 DQ   | 23 lutego 1984   |
| (12699) 1990 DD2  | 24 lutego 1990   |
| (12703) 1990 SV13 | 23 sierpnia 1990 |
| (12712) 1991 EY3  | 12 marca 1991    |
| (12713) 1991 FY3  | 22 marca 1991    |
| (12720) 1991 NU3  | 6 lipca 1991     |
| (12757) Yangtze   | 14 sierpnia 1993 |
| (12987) 1981 EF2  | 5 marca 1981     |
| (13000) 1981 QK3  | 25 sierpnia 1981 |
| (13008) 1984 SE6  | 22 sierpnia 1984 |
| (13013) 1987 SP12 | 16 sierpnia 1987 |
| (13021) 1988 RY5  | 3 sierpnia 1988  |
| (13022) 1988 RL9  | 1 sierpnia 1988  |
| (13048) 1990 RR7  | 13 sierpnia 1990 |
| (13061) 1991 FL2  | 20 marca 1991    |

| (13485) 1981 QJ3     | 25 sierpnia 1981    |
| (13495) 1985 RD3     | 6 sierpnia 1985     |
| (13496) 1985 RF3     | 6 sierpnia 1985     |
| (13503) 1988 RH6     | 6 sierpnia 1988     |
| (13554) Decleir      | 8 maja 1992         |
| (13555) 1992 JB2     | 2 maja 1992         |
| (13556) 1992 OY7     | 21 lipca 1992       |
| (13557) Lievetruwant | 24 lipca 1992       |
| (13558) 1992 PR6     | 5 sierpnia 1992     |
| (13919) 1984 SO4     | 21 sierpnia 1984    |
| (13925) 1986 QS3     | 29 sierpnia 1986    |
| (13941) 1989 TF14    | 2 października 1989 |
| (13959) 1991 EL4     | 12 marca 1991       |
| (13979) 1992 JH3     | 8 maja 1992         |
| (13981) 1992 OT9     | 28 lipca 1992       |
| (14340) 1983 RQ3     | 2 sierpnia 1983     |
| (14341) 1983 RV3     | 4 sierpnia 1983     |
| (14343) 1984 SM5     | 18 sierpnia 1984    |
| (14344) 1985 CP2     | 15 lutego 1985      |
| (14347) 1985 RL4     | 11 sierpnia 1985    |
| (14352) 1987 DK6     | 23 lutego 1987      |
| (14353) 1987 DN6     | 23 lutego 1987      |
| (14358) 1988 BY3     | 19 stycznia 1988    |
| (14376) 1989 ST10    | 28 sierpnia 1989    |
| (14378) 1989 TA16    | 4 października 1989 |

| (14382) Woszczyk  | 2 marca 1990        |
| (14392) 1990 RS6  | 11 sierpnia 1990    |
| (14404) 1991 NQ6  | 11 lipca 1991       |
| (14813) 1981 QW2  | 23 sierpnia 1981    |
| (14817) 1982 FJ3  | 21 marca 1982       |
| (14822) 1984 SR5  | 21 sierpnia 1984    |
| (14823) 1984 ST5  | 21 sierpnia 1984    |
| (14824) 1985 CF2  | 13 lutego 1985      |
| (14828) 1986 QT1  | 27 sierpnia 1986    |
| (14838) 1988 RK6  | 6 sierpnia 1988     |
| (14855) 1989 SP9  | 25 sierpnia 1989    |
| (14861) 1990 DA2  | 24 lutego 1990      |
| (14868) 1990 RA7  | 13 sierpnia 1990    |
| (14870) 1990 SM14 | 24 sierpnia 1990    |
| (14898) 1992 JR3  | 7 maja 1992         |
| (15223) 1984 SN4  | 21 sierpnia 1984    |
| (15225) 1985 RJ4  | 11 sierpnia 1985    |
| (15230) Alona     | 13 sierpnia 1987    |
| (15232) 1987 SD13 | 24 sierpnia 1987    |
| (15236) 1988 RJ4  | 1 sierpnia 1988     |
| (15237) 1988 RL6  | 6 sierpnia 1988     |
| (15245) 1989 TP16 | 4 października 1989 |
| (15257) 1990 RQ8  | 15 sierpnia 1990    |
| (15261) 1990 SV12 | 21 sierpnia 1990    |
| (15328) 1993 RJ9  | 14 sierpnia 1993    |

| (15693) 1984 SN6      | 23 sierpnia 1984    |
| (15694) 1985 RR3      | 7 sierpnia 1985     |
| (15696) 1986 QG1      | 26 sierpnia 1986    |
| (15697) 1986 QO1      | 27 sierpnia 1986    |
| (15698) 1986 QO2      | 28 sierpnia 1986    |
| (15701) 1987 RG1      | 13 sierpnia 1987    |
| (15705) Hautot        | 14 stycznia 1988    |
| (15707) 1988 RN4      | 1 sierpnia 1988     |
| (15714) 1989 TL15     | 3 października 1989 |
| (15743) 1991 ND7      | 12 lipca 1991       |
| (16368) Città di Alba | 28 lutego 1981      |
| (16372) Demichele     | 7 marca 1981        |
| (16401) 1984 SV5      | 21 sierpnia 1984    |
| (16404) 1985 CM1      | 13 lutego 1985      |
| (16405) 1985 DA2      | 20 lutego 1985      |
| (16409) 1986 CZ1      | 12 lutego 1986      |
| (16410) 1986 QU2      | 28 sierpnia 1986    |
| (16411) 1986 QY2      | 28 sierpnia 1986    |
| (16422) 1988 BT3      | 18 stycznia 1988    |
| (16423) 1988 BZ3      | 19 stycznia 1988    |
| (16453) 1989 SW8      | 23 sierpnia 1989    |
| (16455) 1989 TK16     | 4 października 1989 |
| (16462) 1990 DZ1      | 24 lutego 1990      |
| (16467) 1990 FD3      | 16 marca 1990       |
| (16487) 1990 RV5      | 8 sierpnia 1990     |

| (16501) 1990 SX13      | 23 sierpnia 1990    |
| (16502) 1990 SB14      | 23 sierpnia 1990    |
| (16535) 1991 NF3       | 4 lipca 1991        |
| (16581) 1992 JF3       | 8 maja 1992         |
| (16582) 1992 JS3       | 11 maja 1992        |
| (16623) Muenzel        | 14 kwietnia 1993    |
| (16643) 1993 RV15      | 15 sierpnia 1993    |
| (17401) 1985 RP3       | 7 sierpnia 1985     |
| (17409) 1988 BA4       | 19 stycznia 1988    |
| (17413) 1988 RT4       | 1 sierpnia 1988     |
| (17428) Charleroi      | 28 lutego 1989      |
| (17440) 1989 TP14      | 2 października 1989 |
| (17471) 1991 EO2       | 11 marca 1991       |
| (17473) Freddiemercury | 21 marca 1991       |
| (17507) 1992 HH5       | 24 kwietnia 1992    |
| (17510) 1992 PD6       | 1 sierpnia 1992     |
| (17569) 1994 LB8       | 8 czerwca 1994      |
| (18319) 1981 QS2       | 23 sierpnia 1981    |
| (18323) 1983 RZ2       | 2 sierpnia 1983     |
| (18326) 1985 CV1       | 11 lutego 1985      |
| (18327) 1985 CX1       | 12 lutego 1985      |
| (18329) 1986 RY4       | 1 sierpnia 1986     |
| (18331) 1987 DQ6       | 24 lutego 1987      |
| (18342) 1989 ST9       | 26 sierpnia 1989    |
| (18367) 1991 FS1       | 17 marca 1991       |

| (18389) 1992 JU2  | 4 maja 1992      |
| (18390) 1992 JD3  | 7 maja 1992      |
| (19121) 1985 CY1  | 12 lutego 1985   |
| (19143) 1989 SA10 | 26 sierpnia 1989 |
| (19166) 1991 EY1  | 7 marca 1991     |
| (19167) 1991 ED2  | 9 marca 1991     |
| (19168) 1991 EO5  | 14 marca 1991    |
| (19172) 1991 FC4  | 22 marca 1991    |
| (19174) 1991 NS6  | 11 lipca 1991    |
| (19227) 1993 RH16 | 15 sierpnia 1993 |
| (19926) 1979 YQ   | 17 grudnia 1979  |
| (19958) 1985 RN4  | 11 sierpnia 1985 |
| (19960) 1986 CN1  | 3 lutego 1986    |
| (19961) 1986 QP3  | 29 sierpnia 1986 |
| (19965) 1987 RO1  | 14 sierpnia 1987 |
| (19967) 1987 SN12 | 16 sierpnia 1987 |
| (19971) 1988 RZ5  | 3 sierpnia 1988  |
| (19972) 1988 RD6  | 5 sierpnia 1988  |
| (19989) 1990 RN8  | 15 sierpnia 1990 |
| (20003) 1991 EX2  | 11 marca 1991    |
| (20008) 1991 NG3  | 4 lipca 1991     |
| (20990) 1983 RL3  | 1 sierpnia 1983  |
| (20992) 1985 RV2  | 5 sierpnia 1985  |
| (20993) 1985 RX2  | 5 sierpnia 1985  |
| (20998) 1986 QF1  | 26 sierpnia 1986 |

| (21004) 1988 BM4   | 22 stycznia 1988    |
| (21011) 1988 RP4   | 1 sierpnia 1988     |
| (21012) 1988 RU9   | 8 sierpnia 1988     |
| (21023) 1989 DK    | 28 lutego 1989      |
| (21031) 1989 TO15  | 3 października 1989 |
| (21032) 1989 TN16  | 4 października 1989 |
| (21066) 1991 NG5   | 10 lipca 1991       |
| (21101) 1992 OJ1   | 26 lipca 1992       |
| (21158) 1993 RP18  | 15 sierpnia 1993    |
| (22273) 1981 QO3   | 26 sierpnia 1981    |
| (22278) Protitch   | 2 sierpnia 1983     |
| (22279) 1984 DM    | 23 lutego 1984      |
| (22280) Mandragora | 12 lutego 1985      |
| (22286) 1988 BO3   | 18 stycznia 1988    |
| (22295) 1989 SZ9   | 26 sierpnia 1989    |
| (22311) 1991 EF2   | 10 marca 1991       |
| (23438) 1984 SZ5   | 21 sierpnia 1984    |
| (23440) 1986 QH1   | 27 sierpnia 1986    |
| (23441) 1986 QW1   | 27 sierpnia 1986    |
| (23442) 1986 QJ2   | 28 sierpnia 1986    |
| (23460) 1989 SX9   | 26 sierpnia 1989    |
| (23464) 1989 TN15  | 3 października 1989 |
| (23466) 1990 DU4   | 28 lutego 1990      |
| (23485) 1991 NV6   | 12 lipca 1991       |
| (24636) 1981 QM2   | 27 sierpnia 1981    |

| (24650) 1986 QM         | 25 sierpnia 1986     |
| (24651) 1986 QU         | 26 sierpnia 1986     |
| (24652) 1986 QY1        | 28 sierpnia 1986     |
| (24657) 1987 SP11       | 17 sierpnia 1987     |
| (24659) 1988 AD5        | 14 stycznia 1988     |
| (24667) 1988 RF4        | 1 sierpnia 1988      |
| (24683) 1990 DV3        | 26 lutego 1990       |
| (24692) 1990 RO7        | 13 sierpnia 1990     |
| (24783) 1993 SQ13       | 16 sierpnia 1993     |
| (24792) 1993 TB46       | 10 października 1993 |
| (26091) 1987 RL1        | 13 sierpnia 1987     |
| (26110) 1991 NK4        | 8 lipca 1991         |
| (26135) 1993 GL1        | 12 kwietnia 1993     |
| (26799) 1979 XL         | 15 grudnia 1979      |
| (26800) Gualtierotrucco | 6 marca 1981         |
| (26810) 1985 CL2        | 14 lutego 1985       |
| (26812) 1985 RQ2        | 4 sierpnia 1985      |
| (26813) 1985 RN3        | 7 sierpnia 1985      |
| (26815) 1986 QR1        | 27 sierpnia 1986     |
| (26835) 1990 SH13       | 23 sierpnia 1990     |
| (26867) 1993 GK1        | 12 kwietnia 1993     |
| (27705) 1985 DU1        | 16 lutego 1985       |
| (27707) 1986 QY3        | 31 sierpnia 1986     |
| (27732) 1990 RH7        | 13 sierpnia 1990     |
| (27733) 1990 RM7        | 13 sierpnia 1990     |

| (27734) 1990 RA8  | 14 sierpnia 1990    |
| (27751) 1991 FQ2  | 20 marca 1991       |
| (29121) 1981 QP2  | 23 sierpnia 1981    |
| (29124) 1984 SW6  | 28 sierpnia 1984    |
| (29126) 1985 CU1  | 11 lutego 1985      |
| (29129) 1985 RG3  | 6 sierpnia 1985     |
| (29131) 1986 QU1  | 27 sierpnia 1986    |
| (29134) 1987 RW   | 12 sierpnia 1987    |
| (29138) 1988 BE4  | 20 stycznia 1988    |
| (29150) 1988 RM5  | 2 sierpnia 1988     |
| (29177) 1990 RF7  | 13 sierpnia 1990    |
| (29200) 1991 FX2  | 20 marca 1991       |
| (29205) 1991 NM6  | 11 lipca 1991       |
| (29298) Cruls     | 16 sierpnia 1993    |
| (30789) 1988 RB6  | 3 sierpnia 1988     |
| (30804) 1989 TO14 | 2 października 1989 |
| (30809) 1990 EO8  | 7 marca 1990        |
| (30916) 1993 GN1  | 14 kwietnia 1993    |
| (32767) 1983 RY2  | 1 sierpnia 1983     |
| (32771) 1985 RK3  | 6 sierpnia 1985     |
| (32790) 1989 SM8  | 23 sierpnia 1989    |
| (32793) 1989 TQ15 | 3 października 1989 |
| (32806) 1990 SF13 | 22 sierpnia 1990    |
| (32847) 1992 JO3  | 1 maja 1992         |
| (32884) 1993 SO14 | 16 sierpnia 1993    |

| (34892) Evapalisa | 15 listopada 2001   |
| (35057) 1984 SP4  | 23 sierpnia 1984    |
| (35058) 1985 RP4  | 12 sierpnia 1985    |
| (35059) 1986 QM1  | 27 sierpnia 1986    |
| (35060) 1986 QG3  | 29 sierpnia 1986    |
| (35061) 1986 QL3  | 29 sierpnia 1986    |
| (35073) 1989 TG16 | 4 października 1989 |
| (35167) 1993 RX13 | 14 sierpnia 1993    |
| (37558) 1984 SG6  | 22 sierpnia 1984    |
| (37560) 1986 QK3  | 29 sierpnia 1986    |
| (37624) 1993 RT8  | 14 sierpnia 1993    |
| (39511) 1985 SH1  | 18 sierpnia 1985    |
| (39513) 1986 QE1  | 26 sierpnia 1986    |
| (39528) 1989 TB16 | 4 października 1989 |
| (39535) 1990 RX7  | 14 sierpnia 1990    |
| (39538) 1991 FD2  | 20 marca 1991       |
| (39559) 1992 OL8  | 22 lipca 1992       |
| (39598) 1993 RG13 | 14 sierpnia 1993    |
| (42477) 1981 QB3  | 24 sierpnia 1981    |
| (43750) 1981 QG3  | 25 sierpnia 1981    |
| (43757) 1984 DB1  | 27 lutego 1984      |
| (43759) 1986 QW2  | 28 sierpnia 1986    |
| (43760) 1986 QD3  | 29 sierpnia 1986    |
| (43761) 1986 QQ3  | 29 sierpnia 1986    |
| (43780) 1989 SL8  | 23 sierpnia 1989    |

| (43849) 1993 RB11     | 14 sierpnia 1993 |
| (43850) 1993 SB14     | 16 sierpnia 1993 |
| (46541) 1984 SM6      | 23 sierpnia 1984 |
| (46543) 1987 DL6      | 23 lutego 1987   |
| (46556) 1991 FU3      | 22 marca 1991    |
| (46557) 1991 FW3      | 22 marca 1991    |
| (48407) 1981 QL2      | 27 sierpnia 1981 |
| (48411) Johnventre    | 5 sierpnia 1985  |
| (48412) 1986 QN1      | 27 sierpnia 1986 |
| (48419) 1988 RB5      | 2 sierpnia 1988  |
| (48420) 1988 RN5      | 2 sierpnia 1988  |
| (48429) 1989 SK10     | 28 sierpnia 1989 |
| (48449) 1991 EK4      | 12 marca 1991    |
| (48491) 1992 HG5      | 24 kwietnia 1992 |
| (48538) 1993 RF15     | 15 sierpnia 1993 |
| (48539) 1993 SD11     | 22 sierpnia 1993 |
| (52242) Michelemaoret | 3 marca 1981     |
| (52265) 1985 RM3      | 7 sierpnia 1985  |
| (52272) 1988 RO5      | 2 sierpnia 1988  |
| (52300) 1991 NE3      | 4 lipca 1991     |
| (52399) 1993 RM15     | 15 sierpnia 1993 |
| (52400) 1993 SG14     | 16 sierpnia 1993 |
| (52424) 1994 LX3      | 3 czerwca 1994   |
| (52425) 1994 LU8      | 8 czerwca 1994   |
| (55732) 1986 QN2      | 28 sierpnia 1986 |

| (55743) 1990 RF6   | 9 sierpnia 1990  |
| (55744) 1990 RL7   | 13 sierpnia 1990 |
| (55747) 1990 SQ14  | 25 sierpnia 1990 |
| (55751) 1991 NM4   | 8 lipca 1991     |
| (55769) 1992 HJ5   | 24 kwietnia 1992 |
| (55789) 1993 RF11  | 14 sierpnia 1993 |
| (55790) 1993 RP15  | 15 sierpnia 1993 |
| (58142) 1983 RW3   | 4 sierpnia 1983  |
| (58149) 1987 SX11  | 26 sierpnia 1987 |
| (58257) 1993 RN9   | 14 sierpnia 1993 |
| (58258) 1993 RU10  | 14 sierpnia 1993 |
| (58259) 1993 RA13  | 14 sierpnia 1993 |
| (65147) 2002 CN116 | 15 lutego 2002   |
| (65210) Stichius   | 2 marca 2002     |
| (65656) 1981 RR1   | 1 sierpnia 1981  |
| (65662) 1986 QD1   | 26 sierpnia 1986 |
| (65663) 1986 QC3   | 29 sierpnia 1986 |
| (65664) 1986 RE5   | 4 sierpnia 1986  |
| (65665) 1986 RP5   | 9 sierpnia 1986  |
| (65666) 1987 RU    | 12 sierpnia 1987 |
| (65673) 1988 RH4   | 1 sierpnia 1988  |
| (65738) 1993 RE9   | 14 sierpnia 1993 |
| (65739) 1993 SG13  | 16 sierpnia 1993 |
| (69245) Persiceto  | 1 marca 1981     |
| (69265) 1988 RF6   | 5 sierpnia 1988  |

| (69266) 1988 RJ6   | 6 sierpnia 1988  |
| (69267) 1988 RO6   | 7 sierpnia 1988  |
| (69280) 1990 RB7   | 13 sierpnia 1990 |
| (69285) 1990 ST14  | 25 sierpnia 1990 |
| (73672) 1986 QR    | 26 sierpnia 1986 |
| (73680) 1989 SP10  | 28 sierpnia 1989 |
| (78955) 2003 SQ221 | 26 sierpnia 2003 |
| (79116) 1984 ST6   | 27 sierpnia 1984 |
| (79119) 1989 SC10  | 26 sierpnia 1989 |
| (79122) 1990 RV7   | 14 sierpnia 1990 |
| (79123) 1990 RT8   | 15 sierpnia 1990 |
| (79124) 1990 RU8   | 15 sierpnia 1990 |
| (79128) 1990 SB13  | 22 sierpnia 1990 |
| (79136) 1991 ND4   | 8 lipca 1991     |
| (79146) 1992 JP3   | 2 maja 1992      |
| (85156) 1987 RN1   | 13 sierpnia 1987 |
| (85249) 1993 RT11  | 14 sierpnia 1993 |
| (85250) 1993 RQ16  | 15 sierpnia 1993 |
| (85251) 1993 RJ18  | 15 sierpnia 1993 |
| (85252) 1993 SX12  | 16 sierpnia 1993 |
| (90697) 1983 RH3   | 1 sierpnia 1983  |
| (90699) 1986 QK    | 25 sierpnia 1986 |
| (90700) 1986 QG2   | 28 sierpnia 1986 |
| (90701) 1986 RC5   | 2 sierpnia 1986  |
| (90756) 1993 RH9   | 14 sierpnia 1993 |

| (90757) 1993 RK13   | 14 sierpnia 1993 |
| (90760) 1993 SN10   | 22 sierpnia 1993 |
| (90761) 1993 SW13   | 16 sierpnia 1993 |
| (95335) 2002 CU118  | 3 lutego 2002    |
| (96185) 1990 RJ7    | 13 sierpnia 1990 |
| (96189) Pygmalion   | 6 lipca 1991     |
| (96220) 1993 SY13   | 16 sierpnia 1993 |
| (100003) 1983 RN3   | 1 sierpnia 1983  |
| (100006) 1987 DA7   | 28 lutego 1987   |
| (100009) 1988 RQ4   | 1 sierpnia 1988  |
| (100031) 1991 FM2   | 20 marca 1991    |
| (100132) 1993 RR8   | 14 sierpnia 1993 |
| (100135) 1993 RR16  | 15 sierpnia 1993 |
| (100138) 1993 SN14  | 16 sierpnia 1993 |
| (120504) 1993 SS10  | 22 sierpnia 1993 |
| (120505) 1993 ST10  | 22 sierpnia 1993 |
| (120522) 1994 NU2   | 11 lipca 1994    |
| (134344) 1989 SG9   | 24 września 1989 |
| (149086) 2002 CM116 | 14 lutego 2002   |
| (152576) 1994 NR2   | 11 lipca 1994    |
| (160515) 1993 RP13  | 14 września 1993 |
| (161996) 1985 RH3   | 6 września 1985  |
| (164617) 1990 RP7   | 13 września 1990 |
| (168317) 1988 RY4   | 2 września 1988  |
| (175660) 1981 QC3   | 24 sierpnia 1981 |

| (175669) 1994 LT3   | 3 czerwca 1994       |
| (181711) 1993 SC9   | 22 września 1993     |
| (189412) 1993 TZ43  | 10 października 1993 |
| (192292) 1990 RC7   | 13 września 1993     |
| (192307) 1993 RM16  | 15 września 1993     |
| (195090) 2002 CL116 | 15 lutego 2002       |
| (204973) 1993 SN9   | 22 września 1993     |
| (221949) 1993 SJ9   | 22 września 1993     |
| (231673) 1994 LD6   | 3 czerwca 1994       |
| (306382) 1993 SL9   | 22 września 1993     |
| (312877) 2011 UY179 | 15 września 1993     |
| (314082) Dryope     | 6 lutego 2005        |
| (322169) 2010 XT18  | 11 lipca 1994        |
| (326269) 1994 LL4   | 3 czerwca 1994       |
| (330056) 2005 UC423 | 28 października 2005 |
| (447464) 2006 NU    | 1 lipca 2006         |
| (544777) 2014 WX381 | 6 lutego 2005        |
| 1. 2. 3. 4. 5.      |                      |